# روتهون (آیووا)
روتهون (به انگلیسی: Ruthven) شهری در ایالت آیووا کشور ایالات متحده آمریکا است که جمعیت آن در سرشماری سال ۲۰۱۰ میلادی، ۷۳۷ نفر بوده‌است.